# Aedesia spectabilis
Espèce
Synonymes
- Vernonia garambaensis Kalanda[1]

Aedesia spectabilis Mattf. – tò-kóé en langue gbaya – est une espèce de plantes à fleurs de la famille des Asteraceae et du genre Aedesia, présente en Afrique tropicale.

## Description
C'est une herbe dressée ou sous-arbrisseau d'environ 60 cm.

## Distribution
Relativement rare, l'espèce a été collectée principalement au Cameroun, sur six sites dans trois régions (Adamaoua, Nord-Ouest et Ouest), également sur trois sites en République centrafricaine (Bouar, Boheng, Koumbala) et un site au Nigeria (plateau de Mambila).